# Wygomiris
Wygomiris is een geslacht van wantsen uit de familie van de Miridae (Blindwantsen). Het geslacht werd voor het eerst wetenschappelijk beschreven door Schuh in 1984.

## Soorten
Het genus bevat de volgende soorten:

- Wygomiris dumaguete Schuh, 1984
- Wygomiris indochinensis Schuh, 1984
- Wygomiris kaliyahae Yasunaga, 2012
- Wygomiris mingorum Schuh, 1984
- Wygomiris nanae Yasunaga, 2012
- Wygomiris paveli Yasunaga, Tamada, Hinami, Miyazaki, Duwal & Nagashima, 2019
- Wygomiris phormictes Yasunaga & Duwal, 2019
- Wygomiris phormictes Yasunaga, Tamada, Hinami, Miyazaki, Duwal & Nagashima, 2019
- Wygomiris ramae Yasunaga, 2012
- Wygomiris taipokau Schuh, 1984